# カウボーイ・ボブ・エリス
カウボーイ・ボブ・エリス（Cowboy Bob Ellis、本名：Robert Ellis、1929年3月15日 - ）は、アメリカ合衆国の元プロレスラー。テキサス州サンアンジェロ出身。生年は1932年ともされる。
1960年代を全盛期に、カウボーイ・ギミックのベビーフェイスとして活躍。俳優のロック・ハドソンにも似たハンサムな容貌で女性ファンの声援を集めた。
カウボーイ・レスラーの定番ムーブであるブルドッギング・ヘッドロックの元祖として知られる。

## 来歴
地元テキサスの牧場で実際にカウボーイとして育ち、学生時代はロデオとアメリカンフットボールで活躍（テキサス州のロデオ大会に14歳で優勝したことがあるという）。カレッジを出ると朝鮮戦争に3年間従軍し、空挺兵として陸軍の落下傘部隊に所属、戦線では53回におよぶ敵地降下の記録を残したという。除隊後、NFLのフィラデルフィア・イーグルスでプレイするチャンスを得たが、収入面での不満から短期間で退団し、ボディビルで体をつくり上げ1955年にプロレスラーとしてデビュー。
当時はニューメキシコにてボブ・エリオット（Bob Elliott）のリングネームで活動していたが、プロモーターの要請でカウボーイ・ギミックを用いることになり、"カウボーイ" ボブ・エリス（"Cowboy" Bob Ellis）に改名。1958年11月28日にはNWAのセントラル・ステーツ地区にて、ボブ・ガイゲルからNWAセントラル・ステーツ・ヘビー級王座を奪取、初戴冠を果たす。1960年は、当時アメリカン・レスリング・アライアンスのテリトリーだったデトロイトにて6月2日にディック・ザ・ブルーザー、同じくサンフランシスコにて11月11日にレイ・スティーブンスを破り、各地区認定のUSヘビー級王座を獲得した。
以降、1960年代全般にかけてベビーフェイスのスターとなって活躍。セントルイス、オハイオ、フロリダ、ロサンゼルス、カナダのカルガリーから地元のテキサスまで各地において、フリッツ・フォン・エリック、ジン・キニスキー、キラー・カール・コックス、フレッド・ブラッシー、ザ・シーク、ドクター・ビル・ミラー、バディ・オースチン、キラー・コワルスキーといった大物ヒールと対戦した。なかでも最大の宿敵とされるディック・ザ・ブルーザーとの流血の抗争劇は、中西部から深南部、西海岸にいたるまで、全米規模でマッチメイクされた。
ヒール王者バディ・ロジャースのNWA世界ヘビー級王座にも再三挑戦しており、1962年はニューヨークのキャピトル・レスリング・コーポレーション（後のWWWF、現在のWWE）において、3月19日、5月25日、6月22日とマディソン・スクエア・ガーデンのリングで連続挑戦。フェイスターンしていたジョニー・バレンタインともタッグを組み、1962年1月11日にファビュラス・カンガルーズのアル・コステロ&ロイ・ヘファーナンからUSタッグ王座を奪取、7月5日にロジャース&ジョニー・バレンドに敗れるまで半年間保持した。当時のニューヨークでは、アメリカ修行時代のショーヘイ・ババことジャイアント馬場とも対戦している。翌1963年4月に日本プロレスに初来日し、力道山が参加した最後のワールド・リーグ戦（第5回大会）に出場、凱旋帰国した馬場とも再び相まみえた。
1964年9月10日、ロサンゼルスのWWAにおいて、ザ・デストロイヤーを破りWWA世界ヘビー級王座を獲得。タイトルは2カ月後にデストロイヤーに奪還されるが、12月9日にはエドワード・カーペンティアと組んでデストロイヤー&ハードボイルド・ハガティから同タッグ王座も奪取した。その後はネブラスカ州オマハのAWAミッドウエスト地区に参戦。1968年から1970年にかけて、ビューティフル・ブルータス、マイク・デビアス、ラーズ・アンダーソンを破り、AWA中西部ヘビー級王座を通算4回獲得した。その間にはオーストラリアにも遠征しており、1969年2月7日にスカル・マーフィーから豪州版のIWA世界ヘビー級王座を奪取している。
1970年は再びニューヨークに登場して、WWWFのマットでコワルスキー、ワルドー・フォン・エリック、プロフェッサー・タナカ、バロン・シクルナ、エリック・ザ・レッド、ウィリー・ファーカスなどと対戦。1971年9月には日本プロレスへの8年ぶりの再来日が実現、フランキー・レインとのコンビでNWAタッグ・リーグ戦の第2回大会に出場したが、10月12日の鳥取大会直後に、パートナーのレインが婦女暴行の罪で逮捕されて本国へ強制送還されたため、10月13日の大阪府立体育館大会以降のリーグ戦は全戦不戦敗扱いとなった。典型的なベビーフェイスのプロレスラーだったエリスは日本では真価を発揮することができず、2度の日本プロレス参戦はいずれも期待外れの結果に終わっている。
その後、アメリカではディック・ザ・ブルーザーが主宰していたインディアナポリスのWWAを主戦場に活動。フェイスターンした旧敵ブルーザーとタッグを組み、ザ・ブラックジャックスやバリアント・ブラザーズと抗争を展開した。1973年3月31日にはバロン・フォン・ラシクを破ってインディアナポリス版のWWA世界ヘビー級王座を獲得。以降も翌1974年にかけて、アーニー・ラッドやオックス・ベーカーとタイトルを争った。
1975年はNWFの残党が参画していたアメリカ北東部の新団体IWAに出場し、因縁のラッドをはじめ、イワン・コロフ、ブルドッグ・ブラワー、ザ・モンゴルズなどと対戦。その後、1970年代後半はプエルトリコのWWC、アマリロのNWAウエスタン・ステーツ地区、テネシーのNWAミッドアメリカ地区などのローカル・テリトリーを転戦。プエルトリコでは	1976年2月21日、カルロス・コロンを破ってWWC北米ヘビー級王座を獲得。テネシーでは1977年7月4日、ジム・ガービンと組んでデニス・コンドリー&フィル・ヒッカーソンからNWA南部タッグ王座を奪取、これが最後のタイトル戴冠となった。
1977年9月、覆面レスラーのマスクド・グラップラー（The Masked Grappler）に変身して国際プロレスに来日。しかし、正体が不明としてタイトルへの挑戦資格が疑問視されていたことから、開幕戦の後楽園ホール大会のリングで試合前に自ら覆面を脱いでその正体をアピール。同時参加していたもう一人の外国人エースであるアレックス・スミルノフを凌駕するキャリアと実績から、シングルとタッグの両IWA世界王座への挑戦を国際プロレスに受諾させ、グレート草津&アニマル浜口のIWA世界タッグ王座にはザ・キラーと組んで9月28日に沼津にて、ラッシャー木村のIWA世界ヘビー級王座には翌29日に川崎市体育館にてそれぞれ挑戦している。この来日時、エリスは薄くなっていた髪を剃ってスキンヘッドにしており、試合内容も狂乱ファイトを主体とするヒールに変身。外見もキャラクターも、かつてとは大きく異なる変貌ぶりを見せた。
しかし、すでにキャリア晩年であったことから以降はセミリタイアの状態となり、フリッツ・フォン・エリックの縁故でダラスのNWAビッグタイム・レスリング（後のWCCW）に1978年まで単発的に出場、ベーカー、ブル・ラモス、キラー・カール・クラップ、キラー・ブルックス、タリー・ブランチャード、ジノ・ヘルナンデス、ダッチ・マンテルなどと対戦した。
引退後の1983年、競馬の不正事件に関わった容疑で連邦大陪審に起訴されて以来、消息不明となっていたが、2011年12月、ブラックジャック・マリガンがファンに提供した情報により、健在であることが確認された。

## エピソード
- 1963年4月の日本プロレスへの初来日時はキラー・コワルスキーやパット・オコーナーと共に『第5回ワールド・リーグ戦』に出場したものの、4月18日に途中帰国している[33]。これは、前日の17日の沖縄・那覇大会でフレッド・アトキンスと対戦した際、左ヒジを負傷したことが原因とされていたが、竹内宏介によると、オコーナーが同伴していた夫人と来日中に親密な関係になり、他の外国人選手の反感を買っていたため、レスラー間のトラブルを危惧した力道山がグレート東郷と相談して帰国させたことが真相だという[6]。
- アメリカで対戦した経験を持つジャイアント馬場は「女性の観客はすべてエリスの味方。試合が終われば会場の出口に女性ファンがわんさと待っていて、車の中にもいつも女がいた。あんなにモテた男は見たことない」などとエリスの色男ぶりを著書で記している[39]。同じくアメリカ修行時代にエリスと対戦したアントニオ猪木も「映画スターみたいで、メチャクチャかっこよかった」などとエリスを評した[25]。
- 1977年9月に国際プロレスに参戦した際、東京スポーツはマスクド・グラップラーを「ダラス、ヒューストン地区で大暴れしていた無法者」と報じた。9月4日の後楽園大会で自らマスクを脱ぎ正体をエリスと明かした際は、観客はもちろんのこと、対戦相手であるラッシャー木村と寺西勇も呆然としたという[33]。宍倉清則（元週刊プロレス編集次長）は、当時の国際プロレスの外部ブレインでもあった菊池孝のアイディアではないかとしている[40]。なお、エリスが参戦した『'77スーパー・ファイト・シリーズ』のパンフレットは、顔写真をエリスに差し替えずに最終戦までグラップラーの写真が掲載された[41]。

## 得意技
- ブルドッギング・ヘッドロック（ハイスクールでロデオのチームに在籍していた経験から、当時のムーブをもとに考案したという[3]）
- スリーパー・ホールド
- ブレーン・クロー（キャリア末期の国際プロレス来日時に使用）

## 獲得タイトル
セントラル・ステーツ・レスリング
- NWAセントラル・ステーツ・ヘビー級王座：3回[8]
- NWA北米タッグ王座（セントラル・ステーツ版）：2回（w / ザ・ストンパー、ザ・ヴァイキング）[42]

チャンピオンシップ・レスリング・フロム・フロリダ
- NWA南部ヘビー級王座（フロリダ版）：1回[43]
- NWA南部タッグ王座（フロリダ版）：1回（w / ドン・カーティス）[7]
- NWA USタッグ王座（フロリダ版）：1回（w / レイ・ガンケル）[7]

ミッドアトランティック・チャンピオンシップ・レスリング
- NWA南部タッグ王座（ミッドアトランティック版）：1回（w / ジョニー・ウィーバー）[44]

キャピトル・レスリング・コーポレーション
- NWA USタッグ王座（ノースイースト版）：1回（w / ジョニー・バレンタイン）[15]

NWAミッドアメリカ
- NWA南部タッグ王座（ミッドアメリカ版）：1回（w / ジム・ガービン）[32]

アメリカン・レスリング・アライアンス
- AWA USヘビー級王座（デトロイト版）：1回[9]
- AWA USヘビー級王座（サンフランシスコ版）：1回[10]

アメリカン・レスリング・アソシエーション
- AWA中西部ヘビー級王座：4回[20]
- AWA中西部タッグ王座：2回（w / スタン・プラスキー、アルベルト・トーレス）[45]

ワールドワイド・レスリング・アソシエーツ
- WWA世界ヘビー級王座：1回[18]
- WWA世界タッグ王座：1回（w / エドワード・カーペンティア）[19]

ワールド・レスリング・アソシエーション
- WWA世界ヘビー級王座：1回[26]

ワールド・チャンピオンシップ・レスリング
- IWA世界ヘビー級王座：1回[21]

ワールド・レスリング・カウンシル
- WWC北米ヘビー級王座：1回[31]
- WWC北米タッグ王座：1回（w / カルロス・コロン）[46]